# 악마

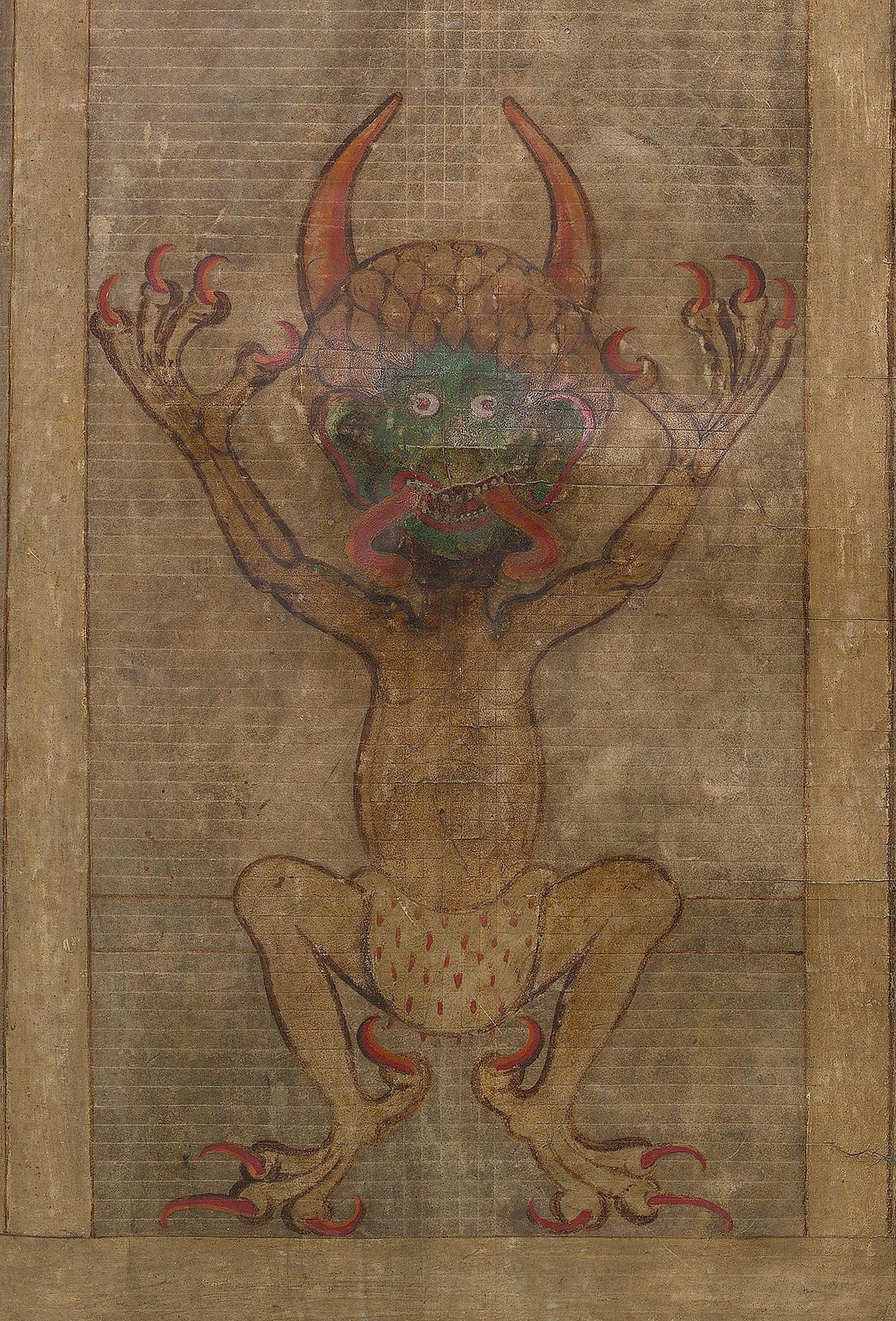
《코덱스 기가스》에 묘사된 마의 모습.

악마(惡魔, 히브리어: שָׂטָן 사탄, 영어: Devil 데블[*], 고대 그리스어: διάβολος 디아볼로스[*])는 마귀(魔鬼)라고도 하며, 하느님을 대적하는 사탄의 또 다른 이름이다. 사탄과 마귀는 동의어이며, 사탄은 히브리어이고 마귀는 그리스어이다. 유대교, 기독교, 이슬람교 등 아브라함계 종교와 달리 불교, 힌두교 등 다른 종교는 악마를 수행을 방해하는 영으로 이해하여 마귀에 대한 시각이 다를 수 있다. 이분법이 특징인 조로아스터교의 교리 속에도 악마가 등장한다.

## 종교 속의 악마

### 조로아스터교
조로아스터교의 경전 아베스타에 따르면 창조신 아후라 마즈다에서 두 영혼(신)이 나왔는데, 한명은 선(善)을 선택한 영으로써, 천사라고도 불릴 수 있는 스펜타 마이뉴이고, 다른 하나는 악(惡)을 선택한 앙그라 마이뉴(혹은 아흐리만)이다. 이 앙그라 마이뉴는 그를 따르는 악마의 무리를 데리고 다니면서 사람들을 괴롭히는 일을 한다.

### 유대교
히브리어 단어 사단은 구약에서 27번 나타나고, 그중에 인간과 야훼를 순종하는 천사와, 상징적인 영상도 있다. 히브리어에서 희랍어로의 번역된 70인역(Septuagint)아어서는 희랍어 단어 디야볼로스와 희랍어 단어 '사탄'(Σαταν)으로 두가지 번역이 있다. 디야볼로스는 천사에 대해서 쓰이고, '사탄'(Σαταν)이 인간에 대해서 쓰인다. 신약성경에서는 이 구별이 사라졌다.

### 기독교
기독교의 악마는 세상을 다스리는 악한 영(에베소 6:1), 유혹하는 자, 거짓의 아비, 사자처럼 삼킬 자를 찾아 돌아다니는 자 등으로 불린다. 성경을 문자적으로 해석하는 보수적인 신학자들(개혁주의, 복음주의)은 악마를 영적인 실체로 해석한다. 반면 자유주의 신학자들은 성서가 쓰여진 시대에는 정신의학이 발전하지 않았기 때문에, 정신질환을 주술적으로 해석한 결과라고 해석하기도 한다. 자본주의에 대해 비판적인 일부 신학자들은 인간을 경쟁시켜 사회적인 약자를 외면하거나 희생시키는 신 자유주의를 사탄의 체제라고 비판하기도 한다.

#### 파티마의 성모에 의한 지옥과 악마
1917년, 성모 마리아가 포르투갈의 파티마에 있는 3명의 어린이들에게 출현하여 인류에게 수많은 경고를 주었다. 성모는 “불바다 속에서 남성과 여성의 형태를 한 영혼들이 불타면서 탄식하며 통곡하고 있다”는 정경을 묘사하여 경고하였다.
21세기 초, 교황 요한 바오로 2세는 “파티마의 성모는 악마들의 함정에 빠지지 않도록 하기 위해 우리의 인간성에 개심을 요구하며 호소하고 있다”며 전쟁, 마약 중독, 중절 등의 참사가 악의 희생자를 낳고 있다는 것, 선과 악의 싸움은 오늘도 계속되고 있다는 것은 물론, 세계의 파멸을 면하기 위해서는 전통적인 기독교적 가치관으로 회귀할 필요가 있다고 말하였다.

### 이슬람교
이슬람교에서 악마(또는 악)를 이르는 말은 이블리스이고 그 우두머리는 샤이퇀(아랍어: Shaitan, 기독교의 사탄)이다. 꾸르안(أَلْقُرآن)에 따르면, 알라가 진흙에서 사람을 만드는 동안 “연기나는 불”에서 악마를 만들어냈다. 악마의 가장 큰 특징은 오만(불순종)과 유혹이다.

### 뉴에이지 운동
뉴에이지 운동은 초자연적 현상, 명상 등을 추구하며 기독교와는 적을 달리 하므로 기독교의 관점에서는 악마로 인식된다. 아일리쉬 팝가수 엔야가 대표적 뉴에이지 운동가이다.

## 다른 종교의 비슷한 개념

### 불교
- 마구니(魔仇尼): 마(魔), 마군(魔軍), 마왕(魔王)

#### 파피만/파순(波旬)
숫타니파타에서 등장한다. 파피만이 "소를 가진 이는 소로 말미암아 기뻐한다. 사람들은 집착으로 기쁨을 삼는다. 그러니 집착할 데가 없는 사람은 기뻐할 건덕지도 없으리라."라고 말하자, 스승이 "소를 가진 이는 소 때문에 걱정한다. 사람들이 집착하는 것은 마침내 근심이 된다. 집착할 것이 없는 사람은 근심할 것도 없다."라고 말한다. 경전에는 가끔 악마가 등장하는데, 외부의 세계에서 와서 해코지를 하는 나쁜 무리이기보다는, 우리들 내면의 갈등을 상징한 것일 수도 있다.

## 악마 개념의 사회적·정치적 이용

### 마녀사냥
하나의 정치적 신조를 절대화하여 이단자를 유죄로 만드는 현상.
마녀사냥은 15세기 초부터 산발적으로 시작되어 16세기 말~17세기가 전성기였다. 당시 유럽 사회는 악마적 마법의 존재, 곧 마법의 집회와 밀교가 존재한다고 믿고 있었다. 초기에는 희생자의 수도 적었고, 종교재판소가 마녀사냥을 전담하였지만 세속법정이 마녀사냥을 주관하게 되면서 광기에 휩싸이게 되었다.
이교도를 박해하기 위한 수단이었던 종교재판은 악마의 주장을 따르고 다른 사람과 사회를 파괴한다는 마법사와 마녀를 처단하기 위한 지배수단으로 바뀌게 되었다. 17세기 말 마녀사냥의 중심지였던 북프랑스 지방에서는 3백여 명이 기소되어 절반 정도가 처형되었다. 마녀사냥은 극적이고 교훈적인 효과 덕분에 금방 번졌고, 사람들의 마음을 현혹시켰다.
1582년 바이에른 어느 백작의 한 작은 영지에서 한 명의 마녀가 체포되었다. 이 마녀의 체포에 연속으로 48명이 마녀로 낙인찍혀 화형당하였다. 1587년 도릴 지방의 약 200여 촌락에서 1587년부터 이후 7년간 368명의 마녀가 적발되어 화형당하였다. 1590년 남독일의 소도시 네르도링켄에서 시장의 제안에 의하여 시의회는 거리를 나돌아다니는 마녀를 철저히 일소하도록 결의하였다. 이후 3년간 32명의 마녀가 화형 또는 참수되었다.
1590년 소도시 에링켄에서 65명의 마녀가 처형되었고, 1597~1676년에 197명의 마녀가 화형당하였다. 소소크만텔 승정령(僧正領)에서는 1639년에 2,428명, 1654년에는 102명이 처형되었다. 오늘날 오스트리아 영토가 된 스타이엘마르크 지방에서 1564~1748년에 1,849명이 소추되어 1,160명이 사형에 처해졌다. 나노수 지방에서는 1629년부터 4년간 2,255명이 마녀로 소추되었고, 뷔르튄겐 지방에서는 1633년 이후 3년간 11명이 처형되었다.
튜링겐 숲에 인접한 게오르겐탈이라는 인구 4천 명에 불과한 작은 도시에서 1652~1700년에 64회의 마녀재판이 실시되었다. 반베르크 승정령에서는 1627년 이후 4년간 화형당한 마녀가 285명이었고, 그 이후 30년에 걸쳐 이 재판소에 계류된 마녀재판은 900건을 넘었다. 이 승정령의 인구는 겨우 10만 명을 넘지 않았다.
뷰르스부르크 승정령에서는 1623~1631년에 화형당한 마녀가 900명에 달하였다. 1627년부터 이후 연간 29회의 재판에서 화형당한 157명의 희생자를 보면 잡다한 연령과 계급, 직업의 사람들이 혼재해 있었다. 시의회의원, 고급관리의 부인, 시의회의원의 처자, 그 지방의 가장 아름다운 자매, 8, 9, 12세의 아이들이 포함되어 있었다.
후루다에 살고 있는 바루다세르 후스라는 마녀재판관은 19년간 700명의 마녀를 화형시켰는데, 자신의 일생동안 1천 명을 처형하기를 소원하였다고 한다. 로트링겐에 살고 있던 니콜라스 레미라는 사람도 재직 15년간 화형시킨 마녀가 900명에 달한다고 하였다.
마녀사냥의 물결은 15세기 이후 이교도의 침입과 종교개혁으로 분열되었던 종교적 상황에서 비롯된 것이다. 마법과 마녀는 그 시대가 겪었던 종교적 번민에서 탈출하는 비상구였던 동시에 자신의 권력을 유지하기 위한 수단이었다. 이러한 종교적 배경과 함께 마녀사냥이 폭발적으로 증가한 것은 중세사회의 혼란이었다.
마녀사냥은 개인적·집단적으로 농촌사회가 분열되고 개인들의 관계가 파국에 이르렀을 때 나타나곤 하였다. 종교전쟁, 30년 전쟁, 악화되는 경제상황, 기근, 흑사병와 가축들의 전염병이 당대 농촌사회를 휩쓸었던 불행이다. 사람들은 연속된 불행에 대한 납득할 만한 설명을 찾아냈고, 마침내 불순한 사람들인 마법사와 마녀의 불길한 행동에서 찾아냈다.
공동체의 희생양으로 지목된 사람들에 대해 심판관은 개인간의 분쟁을 악마적 마법의 결과로 해석하고 자백을 이끌어냈다. 자백하지 않는 자에게는 공포심을 자극하는 심문과 혹독한 고문이 가해졌다.
당시에는 이탈리아 법학과 캐논법을 통하여 유럽 여러 나라가 이른바 규문주의(糾問主義) 소송절차를 채택하고 있었다. 이 소송절차에는 고문이 합법화되어 있었다. 마녀는 바로 이 고문의 소산이었으며 이것을 정당화시키는 규문주의 소송절차의 당연한 결과였다. 고문은 거의 모든 마녀재판의 필수적인 하나의 요소로 등장한다.
기독교가 절대적인 권력을 가지고 있을 당시에는 신에 대한 반역이나 모독은 그 어떠한 범죄보다 중죄였다. 처음에는 마법의 유형에 따라 달리 취급하였지만 나중에는 마녀라는 것 자체만으로 화형·참수·교수 등의 엄벌을 받았다. 독일·영국·프랑스·스위스·핀란드·에스파냐 등지에서 일어난 마녀재판을 1만 건 이상 분석한 로버트 무쳄블래드의 통계자료에 따르면 마녀로 기소된 사람 가운데 거의 반이 처형된 것으로 보인다.
그러나 수세기에 걸쳐 광란을 연출하였던 마녀재판도 18세기에 들어서면서 점차 그 모습을 감추기 시작하였다. 르네상스의 진전과 더불어 이성적 세계관과 과학 정신의 대두는 불가피한 시대정신이 되었고 이것은 신학에 기반한 과학의 해방을 의미하였다. 이로써 불합리의 극치인 마녀재판도 존립의 근거를 잃게 되었다.
18세기를 지나면서 마녀의 고문과 그에 따른 화형도 사라졌다. 독일의 경우 1749년 뷰루소부르크에서 1건, 1751년 아인팅겐에서 1건, 1775년 겜텐에서 1건의 마녀재판이 기록되었고, 7년 뒤인 1782년 스위스의 게랄스라는 지방에서 아인나 겔티라는 마녀가 고문 끝에 참수형에 처해진 것을 끝으로 마녀재판은 유럽대륙에서 자취를 감추었다.
이처럼 악마와 마법 그리고 마녀가 공동체를 파괴한다는 신념은 지배계급과 당시의 지식인인 신부와 법관들이 만들어낸 문화적 산물이었다. 마녀사냥의 주된 공격대상은 과부 즉 여성이었다. 신학적 관점에서 볼 때, 여성이란 원죄로 각인되어 있는 존재이기 때문이다. 여성은 악마의 심부름꾼이라는 생각이 사람들에게 있었고, 여성의 육체 자체가 두려움을 자아낸 것이다.
마녀사냥이 기독교 이외의 어떤 사상과 움직임도 용납할 수 없었던 중세사회에서 대다수 민중들의 체제에 대한 불만과 저항을 마녀라는 이름의 희생양을 통해 대리해소하는 동시에 마녀를 따돌린 '우리 사회'는 안전하다는 만족감과 감사함을 느끼게 하는 하나의 사회적 배제·통합기제로 사용되었던 것이다.
현재는 과학적 성향 때문에 마법에 관한 이야기는 상상속에나 있지만 마녀사냥이 불과 몇세기전까지 행해졌다는 것을 생각해보면 꽤나 섬뜩한 일이 아닐 수 없다.

## 같이 보기
- 천사
- 사탄